# 大安市
大安市位于吉林省西北部，是白城市代管的一个县级市。市人民政府驻人民路21号。
大安素有“鱼米之乡”之称。由于在中国东北地区以“大”字打头的城市只有大安、大连、大庆，故大安被戏称为“东北三大城市”之一。

## 历史
1958年，大赉县与安广县两县合并为大安县，隶属吉林省；1988年8月30日，中華人民共和國民政部批准大安撤县，改设大安市。

## 人口
根据(吉林省)白城市第七次全国人口普查公报显示：大安市常住人口为270911人，0-14岁人口占比9.29%，15-59岁人口占比64.36%，60及以上人口占比26.35%，其中65岁及以上人口占比17.61%。

## 行政区划
大安市下辖5个街道办事处、10个镇、7个乡、1个民族乡：
慧阳街道、临江街道、长虹街道、锦华街道、安北街道、月亮泡镇、安广镇、丰收镇、新平安镇、两家子镇、舍力镇、大岗子镇、叉干镇、龙沼镇、太山镇、四棵树乡、联合乡、乐胜乡、大赉乡、红岗子乡、烧锅镇乡、海坨乡、新艾里蒙古族乡、大安经济开发区、新荒渔场、东方红农场、舍力林场、五间房水库、大岗子林场、风水山牧场、东风马场、良种繁育场、大安马场、安广猪场和红旗饲养场。

## 交通
公路
- 302国道过境。

铁路
大安共有两个火车站：大安西站和大安北站，其中大安北站是国家二等站，是东北重要的铁路交通枢纽。可直达北京、杭州、哈尔滨等地。
河运
大安港位于吉林省与黑龙江省交界处， 是吉林省唯一的内河口岸。作为水陆码头已有80多年的历史，俗称老坎子码头，1958年正式建港。从大安港顺流而下经嫩江，松花江，黑龙江省的同江港进入黑龙江，上可达到俄罗斯布拉戈为申斯克。下经下列宁斯耶、哈巴罗夫斯克（伯利）、共青城、尼古拉耶夫斯克（庙街）港进入日本海。是中国、俄罗斯、日本的水路交通枢纽。现关闭。

## 旅游
- 嫩江湾国家湿地公园
- 月亮湖
- 五间房水库：位于大安市西部，水域面积27平方公里。
- 黑鱼泡（南湖）园林风景区
- 大安南湖
- 大安港
- 后套木嘎遗址[5]

## 特产
- “吉鸿”牌白鹅：为Ａ级绿色食品和“吉林省名牌产品”。

## 教育

### 高中
- 大安市第一中学是大安市的最高学府也是吉林省重点高中之一。
- 大安二中是大安市的一所普通高中。
- 大安六中是大安市的一所普通高中。

### 初中
大安市的初中教育由大安市区的第3 、4、5中学和各乡镇中学组成。

### 小学
大安市各乡镇的小学教育 由各乡镇的中心校 和各村的村小学构成。